# Domenico Lucciardi

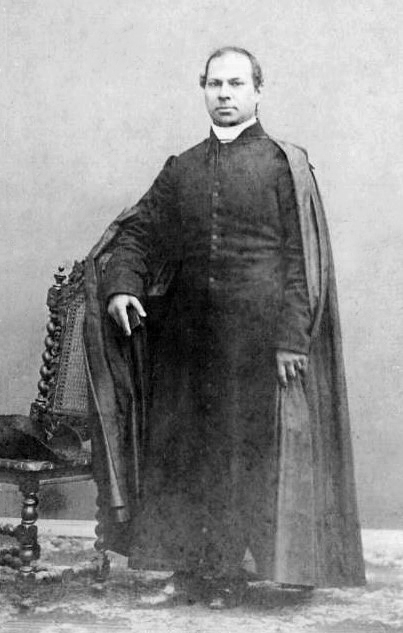
El cardenal Domenico Lucciardi

Domenico Lucciardi (Sarzana, 9 de diciembre de 1796 - Senigallia, 13 de marzo de 1864) fue un cardenal de la Iglesia católica.

## Biografía
Fue miembro de la Curia Romana, el 5 de septiembre de 1851 fue nombrado como arzobispo de Senigallia y ocupó el cargo hasta su muerte. El papa Pío IX lo nombró cardenal con el título de San Clemente. Lucciardi fue el arzobispo auxiliar de Damaskus, y uno de los Patriarcas Latinos de Constantinopla.